# TuneCore
TuneCore — американський сервіс цифрової дистрибуції музики, заснований 2006 року в Брукліні, штат Нью-Йорк. TuneCore розповсюджує музику через такі цифрові майданчики, як iTunes, Deezer, Spotify, Amazon Music, Apple Music, Tidal, Beatport та інші.

## Історія
Першим клієнтом TuneCore став Френк Блек, вокаліст гурту Pixies. У 2008 році TuneCore використав гурт Nine Inch Nails для публікації музики з їхнього альбому Ghosts I-IV на Amazon MP3. У грудні 2006 року компанія Guitar Center, що спеціалізується на продажу музичних інструментів та обладнання, придбала частку в TuneCore, що дало компанії доступ до клієнтів музичного ритейлера.
У Сполучених Штатах на TuneCore припадає приблизно 10 відсотків з 20 мільйонів пісень в iTunes, і на нього припадає майже 4 відсотки всіх цифрових продажів.
Як повідомляється, TuneCore звільнила Джеффа Прайса, співзасновника і тодішнього генерального директора, після того, як компанія зіткнулася з кризою «грошових потоків» у 2012 році. Прайс подав до суду на TuneCore з вимогою виплати вихідної допомоги і стверджував, що компанія могла бути неплатоспроможною - звинувачення, яке компанія, схоже, заперечує.

### Придбання Believe
У квітні 2015 року TuneCore було придбано компанією Believe. Це придбання відкрило артистам доступ до ширшої мережі дистрибуції та послуг лейблів Believe Digital. Обидві компанії залишилися операційно відокремленими, хоча разом стверджують, що представляють від 25 до 30 відсотків нової музики, завантаженої в iTunes щодня. Після завершення угоди TuneCore та Believe використали свої нові важелі впливу у переговорах з цифровими сервісами, зокрема Spotify та Tidal, щоб покращити їхні послуги для своїх артистів.
Також у 2015 році TuneCore розширив свою присутність у Великій Британії та Австралії, оголосивши про створення спеціальних вебсайтів з локалізованою валютою та контентом для кожного регіону. Компанія також представила послугу звукозапису на YouTube, щоб збирати дохід для артистів, коли їхні пісні використовуються будь-де на YouTube.
У вересні 2015 року TuneCore розширив асортимент живих заходів, організувавши для незалежної музичної спільноти Лос-Анджелеса перший в історії Indie Artist Forum, зосередившись на навчанні та сприянні співпраці між професійними музикантами-початківцями, а також на діалозі про тонкощі та особливості сучасного ландшафту незалежного музичного бізнесу.
7 липня 2020 року TuneCore розширив свою присутність в Індії, оголосивши про запуск спеціального вебсайту з локалізованою валютою та контентом.

## Звинувачення у шахрайстві з авторським правом
TuneCore неодноразово стикався з випадками, коли їхні послуги використовувалися для шахрайства з авторськими правами через такі онлайн-сервіси, як iTunes, Spotify та YouTube. В одному випадку незалежні артисти, яких представляв TuneCore, завантажили неопубліковані пісні виконавців Playboi Carti та Lil Uzi Vert на Spotify. Прослуховування цих треків призвело до того, що дохід отримали незалежні артисти, які не були оригінальними правовласниками пісень. У схожій справі проти TuneCore було подано позов від Round Hill Music за завантаження та отримання доходу від iTunes за композиції, що належали Round Hill. У третьому випадку TuneCore подала позов про порушення авторських прав за прослуховування класичної музики, яка є суспільним надбанням, у виконанні Брета Янга та Едді Чена з TwoSet Violin, збираючи дохід від прослуховувань, який в іншому випадку належав би виконавцям.